# Epiechinus fulvosetosus
Epiechinus fulvosetosus är en skalbaggsart som först beskrevs av J. Sahlberg 1913.  Epiechinus fulvosetosus ingår i släktet Epiechinus och familjen stumpbaggar. Inga underarter finns listade i Catalogue of Life.